# Alexi Amarista
Alexi José Amarista (6 de abril de 1989) es un infielder y jardinero central venezolano de béisbol profesional que juega con los Guerreros de Oaxaca de la Liga Mexicana de Béisbol. Anteriormente jugó en Grandes Ligas (MLB) con Los Angeles Angels of Anaheim entre 2011 y 2012, los San Diego Padres entre 2012 y 2016, y los Colorado Rockies en 2017.

## Carrera profesional

### Los Angeles Angels of Anaheim
Amarista fue firmado por los Angelinos de Los Ángeles de Anaheim como un agente libre amateur en 2007. Jugó en la liga dominicana de verano antes de integrarse a los equipos de novatos y Clase A de los Angelinoss en 2008. Participó en todos los niveles desde Clase A alta hasta Clase AAA en 2010.
Inició la temporada 2011 con los Salt Lake Bees de Clase AAA, y fue llamado a Grandes Ligas por primera vez el 25 de abril de ese año. Debutó el día siguiente frente a los OAtléticos de Oakland, conectando un doble para impulsar dos carreras en su primer turno al bate. Participó en un total de 23 juegos con los Angels en 2011.
Amarista comenzó la temporada 2012 como utility infielder de los Angelinos, pero solo participó en un juego como corredor emergente antes de ser bajado a Clase AAA el 13 de abril.

### San Diego Padres
El 3 de mayo de 2012, Amarista y el lanzador Donn Roach fueron transferidos a los Padres de San Diego a cambio del lanzador relevista Ernesto Frieri.  Luego de 11 juegos con los Tucson Padres de Clase AAA, Amarista fue llamado a Grandes Ligas el 17 de mayo para jugar segunda base. Fue eventualmente sustituido por Logan Forsythe como el segunda base regular, pero mostró versatilidad al ser titular ocasional como segunda base, campocorto, jardinero izquierdo, e incluso jardinero central cuando Cameron Maybin se lesionó una muñeca.
El 28 de junio de 2012 conectó su primer jonrón, un grand slam frente a Brett Myers, para liderar una novena entrada de seis carreras y concretar la victoria frente a los Astros de Houston. De esta manera inició una racha de poder al conectar cuatro jonrones e impulsar 11 carreras en cinco juegos. Finalizó el 2012 con promedio de bateo de .240, porcentaje de embasado de .282 y cinco jonrones en 275 turnos al bate.
En 2013 sirvió como utility de los Padres. Reemplazó por lesión a Chase Headley en segunda base al iniciar la temporada, fue titular en el jardín central 53 ocasiones cuando Cameron Maybin estuvo ausente durante casi toda la temporada, y finalizó como titular del campocorto en reemplazo de Ronny Cedeño. Culminó el 2013 con 84 titularidades en 146 juegos disputados, registrando promedio de .236, porcentaje de embasado de.282 y cinco jonrones en 368 turnos al bate.
En 2014 bateó para promedio de .239 en 148 juegos, incluyendo 13 dobles, dos triples, cinco jonrones, 40 empujadas y 12 bases robadas, con promedio de embasado de .286.
El 15 de enero de 2015, Amarista acordó un contrato con los Padres por dos años y 2,5 millones de dólares, evitando el proceso de arbitraje salarial.
Amarista inició la temporada 2016 jugando con los El Paso Chihuahuas de Clase AAA, pero fue llamado por los Padres durante la primera semana de la temporada para reemplazar al lesionado Yangervis Solarte. El 20 de abril Amarista fue colocado en la lista de lesionados de 15 días por un tirón en el muslo derecho.

### Colorado Rockies
El 26 de diciembre de 2016, Amarista fue firmado por los Rockies de Colorado por un año. Durante la temporada 2017, registró promedio de .238 con tres jonrones y 19 impulsadas, jugando principalmente como utility de los Rockies.

### Detroit Tigers y Philadelphia Phillies
El 24 de enero de 2018, Amarista firmó un contrato de ligas menores con los Tigres de Detroit que incluyó una invitación a los entrenamientos primaverales. Sin embargo, fue liberado el 24 de marzo luego de registrar un bajo promedio de .109 durante los entrenamientos. El 26 de marzo, firmó nuevamente un contrato de ligas menores, esta vez con los Filis de Filadelfia.

### Tigres de Quintana Roo
El 29 de julio de 2018, Amarista firmó un contrato para jugar con los Tigres de Quintana Roo de la Liga Mexicana de Béisbol.

### New Britain Bees
El 19 de marzo de 2019, los New Britain Bees de la Liga del Atlántico firmaron a Amarista junto a otros exjugadores de Grandes Ligas.

### Águila de Veracruz
El 10 de febrero de 2021, Amarista fue firmado por el Águila de Veracruz de la Liga Mexicana.

### LVBP

#### Caribes de Anzoátegui
Amarista debutó con tan solo 17 años en Caribes de Anzoátegui, participando en tan solo un juego en esa temporada. Posteriormente, fue un jugador importante que contribuyó a que el equipo consiguiera tres títulos de la LVBP. Con los Caribes registró un total de 468 imparables, con 89 dobles, 22 triples, 35 jonrones y 200 carreras producidas. Todo esto en un total de 422 encuentros.

#### Tigres de Aragua
En noviembre de 2020, Amarista fue cambiado a los Tigres de Aragua tras una temporada en 2019 donde manifestó públicamente malestares con la organización de Caribes y su mánager para ese momento, Jackson Melián.

## Personal
Amarista es conocido como Little Ninja (Pequeño Ninja) debido a su baja estatura, poco más de 1,65 m (5′ 5″).